# Pécsi Dániel
Pécsi Dániel (született Pollák, Békésszentandrás, 1855. június 9. – Budapest, 1927. május 14.) magyar orvos.

## Életútja
Pollák Márton és Strausz Fáni fiaként született. Középiskolai tanulmányait Szarvason az ágostai evangélikus főgimnáziumban végezte. A Budapesti Tudományegyetemen három és fél évig volt az orvostudományok hallgatója; IV. éves orvosnövendék korában a Kolozsvári Magyar Királyi Tudományegyetemhez került tanársegédnek az élet- és kórvegytani tanszék mellé, ahol két évig működött. Orvosi oklevelét 1878 októberében Kolozsvárt nyerte. Ezután egy évig a bécsi I. számú helyőrségi katona-kórházban az önkéntesi évét szolgálta le mint segédorvos. Innen Békésszentandrásra került községi orvosnak; öt évi ott működés után Túrkevén (Jász-Nagy-Kun-Szolnok megyében) telepedett le mint gyakorlóorvos, ahol az 1886. évi nagy himlőjárvány alkalmával beállt védhimlő-oltványanyaghiány miatt alapította a hazánkban első védhimlő-oltóanyag termelő intézetet, melyet 1897-ben Budapestre helyezett át. A himlőoltás, a tüdővész és rákbetegség kezeléséről számos kitűnő tanulmánya jelent meg magyar, német és francia orvosi lapokban. Tisztje volt a Francia Akadémiának, a párizsi 1885-iki világkiállításon aranyéremmel, a Magyar Országos Kisdednevelési Kiállításon díszoklevéllel, a Millenniumi Kiállításon pedig aranyéremmel tüntették ki. Budán Hollaender Hugó doktor, miniszteri tanácsossal együtt megalapította és vezette az ingyenes ambulatóriumot, melynek főorvosa volt. Ez intézetben eredményesen kísérletezett tüdővész- és rákbeteg gyógyításával. Sógora volt Heltai Ferenc főpolgármesternek. Halálát lépdaganat okozta. Felesége Hoffer Janka volt.
Cikkei az Orvosi Hetilapban (1886. Az állati védhimlő-oltóanyag conserválásának egy újabb módszere), az Orvosi Heti Szemlében (1887. Humanisalt himlőnyirkkel vagy állati oltóanyaggal oltsunk-e?, 1892. A vaccina regeneratiója, A himlőoltás adta immunitásról, mikor kezdődik és meddig tart ezen immunitás, 1901. A védhimlő-oltás esetleges bántalmairól), a Magyar orvosok és természetvizsgálók Munkálataiban (XXV. 1890. A himlőoltásról, XXX. 1899. Évkönyvben: A főváros tejjel való ellátása), a Tejgazdaságban (1900. A sovány tej értékesítése).

## Munkái
- Tudnivalók a himlőoltásról. Budapest, 1893. (Különnyomat).
- A védő-himlőoltás hasznáról. Budapest, 1902. (Az országos közegészségügyi egyesület kolozsvári osztályának kiadása).